# Ringdijk (Amsterdam)

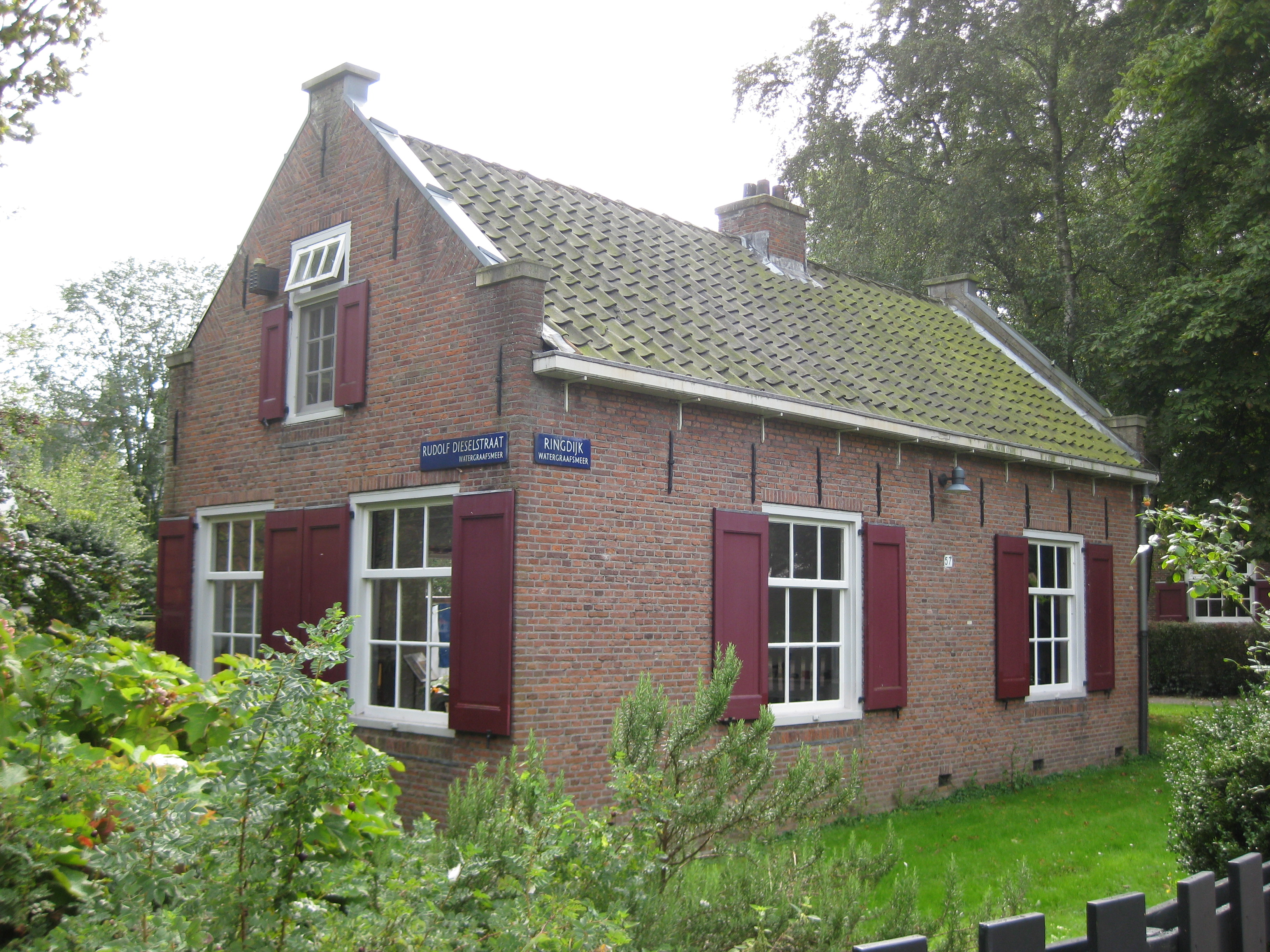
Eenvoudig huisje behorende tot het complex van de Vergulden Eenhoorn aan de Ringdijk 57.

De Ringdijk in Amsterdam-Oost vormt de zuidelijke bebouwde oever van het noordwestelijk deel van de Ringvaart van de Watergraafsmeer, tussen de Middenweg en de Weesperzijde. De tegenoverliggende oever heet de Transvaalkade.
Binnen het grondgebied van de gemeente Amsterdam waren diverse droogmakerijen omgeven door een ringdijk. Een nog intact zijnde ringdijk ligt rond de Watergraafsmeer. Deze dijk omringt het laagstgelegen deel van Amsterdam. Het noordoostelijke en zuidelijk deel noemt men de Ooster Ringdijk en het westelijke deel Weesperzijde. Langs de dijk ligt complex Vergulden Eenhoorn waarvan Ringdijk 57 en Ringdijk 58 onderdeel van uit maken.